# 포스파티딜이노시톨 3,4-이중인산

sn-1-스테아로일-2-아라키도노일 포스파티딜이노시톨 3,4-이중인산의 화학 구조

포스파티딜이노시톨 3,4-이중인산(영어: phosphatidylinositol 3,4-bisphosphate, PI(3,4)P2)은 세포막에서 적은 양을 차지하는 인지질이지만 중요한 2차 전달자이다. 원형질막에서 포스파티딜이노시톨 3,4-이중인산의 생성은 다수의 중요한 세포 신호전달 경로를 활성화시킨다.

## 같이 보기
- 포스파티딜이노시톨
- 포스파티딜이노시톨 3-인산
- 포스파티딜이노시톨 4-인산
- 포스파티딜이노시톨 5-인산